# Banca centrale dell'Azerbaigian
La Banca centrale dell'Azerbaigian (in azero Azərbaycan Mərkəzi Bankı) è la banca centrale dello Stato dell'Azerbaigian, massima istituzione finanziaria del paese. La banca, fondata l'11 febbraio 1992, ha sede nella capitale Baku.
Dal 1995 il suo governatore, che ha mandato quinquennale, è Elman Rustamov, riconfermato nella carica per quattro volte.